# Eleições europeias de 2009 em Leiria

## Resultados Oficiais
| Partido                 | Partido                        | Votos   | %               | +/-   |
| ----------------------- | ------------------------------ | ------- | --------------- | ----- |
|                         | Partido Social Democrata       | 16 870  | 38,78 / 100,00  | -     |
|                         | Partido Socialista             | 7 796   | 17,92 / 100,00  | 13,85 |
|                         | Partido Popular                | 5 205   | 11,96 / 100,00  | -     |
|                         | Bloco de Esquerda              | 4 717   | 10,84 / 100,00  | 6,00  |
|                         | Coligação Democrática Unitária | 1 709   | 3,93 / 100,00   | 1,11  |
|                         | Movimento Esperança Portugal   | 925     | 2,13 / 100,00   | Novo  |
|                         | Outros                         | 1 560   | 3,58 / 100,00   |       |
| Votos Inválidos         | Votos Inválidos                | 4 724   | 10,86 / 100,00  | 4,79  |
| Total                   | Total                          | 43 506  | 100,00 / 100,00 |       |
| Eleitorado/Participação | Eleitorado/Participação        | 111 636 | 38,97 / 100,00  | 1,07  |

## Resultados por Freguesia
Os resultados seguintes referem-se aos partidos que obtiveram mais de 1,00% dos votos:
| Freguesia               | %     | %     | %     | %     | %    | %    | Votantes |
| Freguesia               | PSD   | PS    | CDS   | BE    | CDU  | MEP  | Votantes |
| ----------------------- | ----- | ----- | ----- | ----- | ---- | ---- | -------- |
| Amor                    | 27,91 | 18,79 | 15,91 | 12,96 | 4,73 | 2,33 | 1 458    |
| Arrabal                 | 41,55 | 13,70 | 16,90 | 8,81  | 3,02 | 2,40 | 1 124    |
| Azoia                   | 36,96 | 21,34 | 11,33 | 11,77 | 3,63 | 1,43 | 909      |
| Bajouca                 | 62,91 | 5,87  | 9,69  | 4,85  | 1,21 | 1,86 | 1 073    |
| Barosa                  | 31,48 | 21,24 | 13,08 | 14,25 | 3,63 | 1,17 | 772      |
| Barreira                | 41,03 | 18,85 | 11,54 | 9,13  | 2,94 | 2,19 | 1 326    |
| Bidoeira de Cima        | 62,78 | 5,06  | 11,15 | 4,54  | 2,08 | 1,17 | 771      |
| Boa Vista               | 42,64 | 15,55 | 15,05 | 7,69  | 3,51 | 1,51 | 598      |
| Caranguejeira           | 55,71 | 8,17  | 14,73 | 5,62  | 1,56 | 1,23 | 2 118    |
| Carreira                | 28,43 | 25,98 | 11,27 | 9,07  | 5,15 | 1,23 | 408      |
| Carvide                 | 34,80 | 20,94 | 11,39 | 10,47 | 3,58 | 1,29 | 1 089    |
| Chainça                 | 56,45 | 9,41  | 14,52 | 4,03  | 2,15 | 1,61 | 372      |
| Coimbrão                | 33,33 | 23,90 | 8,29  | 9,76  | 4,55 | 2,11 | 615      |
| Colmeias                | 51,31 | 13,02 | 15,12 | 6,38  | 2,36 | 1,49 | 1 144    |
| Cortes                  | 30,89 | 26,74 | 11,21 | 10,59 | 3,00 | 3,18 | 1 133    |
| Leiria                  | 34,86 | 19,79 | 10,53 | 10,53 | 5,06 | 3,15 | 5 433    |
| Maceira                 | 28,87 | 24,46 | 10,62 | 11,39 | 5,70 | 2,21 | 3 353    |
| Marrazes                | 30,43 | 22,01 | 9,36  | 15,22 | 6,18 | 2,53 | 5 853    |
| Memória                 | 56,21 | 13,56 | 10,73 | 5,65  | 2,54 | 1,13 | 354      |
| Milagres                | 42,64 | 15,43 | 11,90 | 7,77  | 3,42 | 1,53 | 849      |
| Monte Real              | 30,60 | 21,87 | 9,86  | 13,66 | 4,72 | 2,46 | 974      |
| Monte Redondo           | 39,75 | 14,14 | 16,70 | 6,67  | 3,99 | 1,62 | 1 605    |
| Ortigosa                | 39,97 | 12,39 | 18,58 | 6,78  | 2,06 | 1,18 | 678      |
| Parceiros               | 31,44 | 24,66 | 9,59  | 14,68 | 4,04 | 1,76 | 1 533    |
| Pousos                  | 32,46 | 20,73 | 9,80  | 16,09 | 4,14 | 2,61 | 2 754    |
| Regueira de Pontes      | 31,78 | 21,54 | 15,69 | 8,24  | 3,86 | 1,86 | 752      |
| Santa Catarina da Serra | 59,08 | 7,05  | 12,97 | 3,53  | 1,40 | 1,50 | 1 928    |
| Santa Eufémia           | 53,85 | 9,21  | 15,52 | 5,01  | 1,50 | 2,20 | 999      |
| Souto da Carpalhosa     | 47,62 | 13,00 | 14,63 | 5,55  | 1,70 | 1,89 | 1 531    |
| Leiria                  | 38,78 | 17,92 | 11,96 | 10,84 | 3,93 | 2,13 | 43 506   |

#### Amor
| Partido                 | Partido                        | Votos | %               | +/-   |
| ----------------------- | ------------------------------ | ----- | --------------- | ----- |
|                         | Partido Social Democrata       | 407   | 27,91 / 100,00  | -     |
|                         | Partido Socialista             | 274   | 18,79 / 100,00  | 17,24 |
|                         | Partido Popular                | 232   | 15,91 / 100,00  | -     |
|                         | Bloco de Esquerda              | 189   | 12,96 / 100,00  | 6,95  |
|                         | Coligação Democrática Unitária | 69    | 4,73 / 100,00   | 0,48  |
|                         | Movimento Esperança Portugal   | 34    | 2,33 / 100,00   | Novo  |
|                         | PCTP/MRPP                      | 19    | 1,30 / 100,00   | 0,63  |
|                         | Movimento Mérito e Sociedade   | 16    | 1,10 / 100,00   | Novo  |
|                         | Outros                         | 43    | 2,95 / 100,00   |       |
| Votos Inválidos         | Votos Inválidos                | 175   | 12,01 / 100,00  | 6,34  |
| Total                   | Total                          | 1 458 | 100,00 / 100,00 |       |
| Eleitorado/Participação | Eleitorado/Participação        | 4 249 | 34,31 / 100,00  | 1,43  |

#### Arrabal
| Partido                 | Partido                        | Votos | %               | +/-  |
| ----------------------- | ------------------------------ | ----- | --------------- | ---- |
|                         | Partido Social Democrata       | 467   | 41,55 / 100,00  | -    |
|                         | Partido Popular                | 190   | 16,90 / 100,00  | -    |
|                         | Partido Socialista             | 154   | 13,70 / 100,00  | 8,52 |
|                         | Bloco de Esquerda              | 99    | 8,81 / 100,00   | 3,84 |
|                         | Coligação Democrática Unitária | 34    | 3,02 / 100,00   | 1,43 |
|                         | Movimento Esperança Portugal   | 27    | 2,40 / 100,00   | Novo |
|                         | Outros                         | 37    | 3,29 / 100,00   |      |
| Votos Inválidos         | Votos Inválidos                | 116   | 10,32 / 100,00  | 5,03 |
| Total                   | Total                          | 1 124 | 100,00 / 100,00 |      |
| Eleitorado/Participação | Eleitorado/Participação        | 2 619 | 42,92 / 100,00  | 2,29 |

#### Azoia
| Partido                 | Partido                        | Votos | %               | +/-   |
| ----------------------- | ------------------------------ | ----- | --------------- | ----- |
|                         | Partido Social Democrata       | 336   | 36,96 / 100,00  | -     |
|                         | Partido Socialista             | 194   | 21,34 / 100,00  | 14,94 |
|                         | Bloco de Esquerda              | 107   | 11,77 / 100,00  | 6,45  |
|                         | Partido Popular                | 103   | 11,33 / 100,00  | -     |
|                         | Coligação Democrática Unitária | 33    | 3,63 / 100,00   | 0,73  |
|                         | Movimento Esperança Portugal   | 13    | 1,43 / 100,00   | Novo  |
|                         | Outros                         | 29    | 3,19 / 100,00   |       |
| Votos Inválidos         | Votos Inválidos                | 94    | 10,34 / 100,00  | 4,17  |
| Total                   | Total                          | 909   | 100,00 / 100,00 |       |
| Eleitorado/Participação | Eleitorado/Participação        | 2 176 | 41,77 / 100,00  | 1,01  |

#### Bajouca
| Partido                 | Partido                        | Votos | %               | +/-  |
| ----------------------- | ------------------------------ | ----- | --------------- | ---- |
|                         | Partido Social Democrata       | 675   | 62,91 / 100,00  | -    |
|                         | Partido Popular                | 104   | 9,69 / 100,00   | -    |
|                         | Partido Socialista             | 63    | 5,87 / 100,00   | 0,87 |
|                         | Bloco de Esquerda              | 52    | 4,85 / 100,00   | 3,73 |
|                         | Movimento Esperança Portugal   | 20    | 1,86 / 100,00   | Novo |
|                         | Coligação Democrática Unitária | 13    | 1,21 / 100,00   | 0,90 |
|                         | Outros                         | 33    | 3,08 / 100,00   |      |
| Votos Inválidos         | Votos Inválidos                | 113   | 10,54 / 100,00  | 5,43 |
| Total                   | Total                          | 1 073 | 100,00 / 100,00 |      |
| Eleitorado/Participação | Eleitorado/Participação        | 2 047 | 52,42 / 100,00  | 3,33 |

#### Barosa
| Partido                 | Partido                        | Votos | %               | +/-   |
| ----------------------- | ------------------------------ | ----- | --------------- | ----- |
|                         | Partido Social Democrata       | 243   | 31,48 / 100,00  | -     |
|                         | Partido Socialista             | 164   | 21,24 / 100,00  | 16,79 |
|                         | Bloco de Esquerda              | 110   | 14,25 / 100,00  | 7,45  |
|                         | Partido Popular                | 101   | 13,08 / 100,00  | -     |
|                         | Coligação Democrática Unitária | 28    | 3,63 / 100,00   | 1,04  |
|                         | Movimento Esperança Portugal   | 9     | 1,17 / 100,00   | Novo  |
|                         | PCTP/MRPP                      | 8     | 1,04 / 100,00   | 0,23  |
|                         | Outros                         | 15    | 1,95 / 100,00   |       |
| Votos Inválidos         | Votos Inválidos                | 94    | 12,18 / 100,00  | 5,71  |
| Total                   | Total                          | 772   | 100,00 / 100,00 |       |
| Eleitorado/Participação | Eleitorado/Participação        | 1 780 | 43,37 / 100,00  | 4,23  |

#### Barreira
| Partido                 | Partido                        | Votos | %               | +/-   |
| ----------------------- | ------------------------------ | ----- | --------------- | ----- |
|                         | Partido Social Democrata       | 544   | 41,03 / 100,00  | -     |
|                         | Partido Socialista             | 250   | 18,85 / 100,00  | 12,43 |
|                         | Partido Popular                | 153   | 11,54 / 100,00  | -     |
|                         | Bloco de Esquerda              | 121   | 9,13 / 100,00   | 4,62  |
|                         | Coligação Democrática Unitária | 39    | 2,94 / 100,00   | 0,92  |
|                         | Movimento Esperança Portugal   | 29    | 2,19 / 100,00   | Novo  |
|                         | Outros                         | 42    | 3,17 / 100,00   |       |
| Votos Inválidos         | Votos Inválidos                | 148   | 11,16 / 100,00  | 5,82  |
| Total                   | Total                          | 1 326 | 100,00 / 100,00 |       |
| Eleitorado/Participação | Eleitorado/Participação        | 2 972 | 44,62 / 100,00  | 1,31  |

#### Bidoeira de Cima
| Partido                 | Partido                        | Votos | %               | +/-  |
| ----------------------- | ------------------------------ | ----- | --------------- | ---- |
|                         | Partido Social Democrata       | 484   | 62,78 / 100,00  | -    |
|                         | Partido Popular                | 86    | 11,15 / 100,00  | -    |
|                         | Partido Socialista             | 39    | 5,06 / 100,00   | 3,63 |
|                         | Bloco de Esquerda              | 35    | 4,54 / 100,00   | 4,20 |
|                         | Coligação Democrática Unitária | 16    | 2,08 / 100,00   | 1,57 |
|                         | Movimento Esperança Portugal   | 9     | 1,17 / 100,00   | Novo |
|                         | Outros                         | 26    | 3,38 / 100,00   |      |
| Votos Inválidos         | Votos Inválidos                | 76    | 9,85 / 100,00   | 3,72 |
| Total                   | Total                          | 771   | 100,00 / 100,00 |      |
| Eleitorado/Participação | Eleitorado/Participação        | 2 178 | 35,40 / 100,00  | 2,75 |

#### Boa Vista
| Partido                 | Partido                        | Votos | %               | +/-     |
| ----------------------- | ------------------------------ | ----- | --------------- | ------- |
|                         | Partido Social Democrata       | 255   | 42,64 / 100,00  | -       |
|                         | Partido Socialista             | 93    | 15,55 / 100,00  | 9,59    |
|                         | Partido Popular                | 90    | 15,05 / 100,00  | -       |
|                         | Bloco de Esquerda              | 46    | 7,69 / 100,00   | 5,42    |
|                         | Coligação Democrática Unitária | 21    | 3,51 / 100,00   | 2,38    |
|                         | Movimento Esperança Portugal   | 9     | 1,51 / 100,00   | Novo    |
|                         | Partido Humanista              | 6     | 1,00 / 100,00   | 0,24    |
|                         | Outros                         | 14    | 2,34 / 100,00   |         |
| Votos Inválidos         | Votos Inválidos                | 64    | 10,71 / 100,00  | 5,80    |
| Total                   | Total                          | 598   | 100,00 / 100,00 |         |
| Eleitorado/Participação | Eleitorado/Participação        | 1 640 | 36,46 / 100,00  | Estável |

#### Caranguejeira
| Partido                 | Partido                        | Votos | %               | +/-  |
| ----------------------- | ------------------------------ | ----- | --------------- | ---- |
|                         | Partido Social Democrata       | 1 180 | 55,71 / 100,00  | -    |
|                         | Partido Popular                | 312   | 14,73 / 100,00  | -    |
|                         | Partido Socialista             | 173   | 8,17 / 100,00   | 5,56 |
|                         | Bloco de Esquerda              | 119   | 5,62 / 100,00   | 3,96 |
|                         | Coligação Democrática Unitária | 33    | 1,56 / 100,00   | 0,82 |
|                         | Movimento Esperança Portugal   | 26    | 1,23 / 100,00   | Novo |
|                         | Movimento Mérito e Sociedade   | 22    | 1,04 / 100,00   | Novo |
|                         | Outros                         | 44    | 2,06 / 100,00   |      |
| Votos Inválidos         | Votos Inválidos                | 209   | 9,87 / 100,00   | 4,02 |
| Total                   | Total                          | 2 118 | 100,00 / 100,00 |      |
| Eleitorado/Participação | Eleitorado/Participação        | 4 836 | 43,80 / 100,00  | 3,87 |

#### Carreira
| Partido                 | Partido                        | Votos | %               | +/-   |
| ----------------------- | ------------------------------ | ----- | --------------- | ----- |
|                         | Partido Social Democrata       | 116   | 28,43 / 100,00  | -     |
|                         | Partido Socialista             | 106   | 25,98 / 100,00  | 13,91 |
|                         | Partido Popular                | 46    | 11,27 / 100,00  | -     |
|                         | Bloco de Esquerda              | 37    | 9,07 / 100,00   | 6,06  |
|                         | Coligação Democrática Unitária | 21    | 5,15 / 100,00   | 1,60  |
|                         | Partido da Terra               | 6     | 1,47 / 100,00   | 1,20  |
|                         | Movimento Esperança Portugal   | 5     | 1,23 / 100,00   | Novo  |
|                         | Outros                         | 17    | 4,18 / 100,00   |       |
| Votos Inválidos         | Votos Inválidos                | 54    | 13,23 / 100,00  | 5,03  |
| Total                   | Total                          | 408   | 100,00 / 100,00 |       |
| Eleitorado/Participação | Eleitorado/Participação        | 1 268 | 32,18 / 100,00  | 1,99  |

#### Carvide
| Partido                 | Partido                        | Votos | %               | +/-   |
| ----------------------- | ------------------------------ | ----- | --------------- | ----- |
|                         | Partido Social Democrata       | 379   | 34,80 / 100,00  | -     |
|                         | Partido Socialista             | 228   | 20,94 / 100,00  | 16,00 |
|                         | Bloco de Esquerda              | 124   | 11,39 / 100,00  | 6,79  |
|                         | Partido Popular                | 114   | 10,47 / 100,00  | -     |
|                         | Coligação Democrática Unitária | 39    | 3,58 / 100,00   | 1,28  |
|                         | Movimento Esperança Portugal   | 14    | 1,29 / 100,00   | Novo  |
|                         | PCTP/MRPP                      | 14    | 1,29 / 100,00   | 0,14  |
|                         | Partido da Terra               | 14    | 1,29 / 100,00   | 0,60  |
|                         | Partido Humanista              | 11    | 1,01 / 100,00   | 0,78  |
|                         | Outros                         | 23    | 2,11 / 100,00   |       |
| Votos Inválidos         | Votos Inválidos                | 129   | 11,84 / 100,00  | 6,31  |
| Total                   | Total                          | 1 089 | 100,00 / 100,00 |       |
| Eleitorado/Participação | Eleitorado/Participação        | 2 904 | 37,50 / 100,00  | 4,57  |

#### Chainça
| Partido                 | Partido                        | Votos | %               | +/-   |
| ----------------------- | ------------------------------ | ----- | --------------- | ----- |
|                         | Partido Social Democrata       | 210   | 56,45 / 100,00  | -     |
|                         | Partido Popular                | 54    | 14,52 / 100,00  | -     |
|                         | Partido Socialista             | 35    | 9,41 / 100,00   | 11,86 |
|                         | Bloco de Esquerda              | 15    | 4,03 / 100,00   | 2,37  |
|                         | Coligação Democrática Unitária | 8     | 2,15 / 100,00   | 1,60  |
|                         | Movimento Esperança Portugal   | 6     | 1,61 / 100,00   | Novo  |
|                         | PCTP/MRPP                      | 4     | 1,08 / 100,00   | 0,80  |
|                         | Outros                         | 6     | 1,61 / 100,00   |       |
| Votos Inválidos         | Votos Inválidos                | 34    | 9,14 / 100,00   | 4,72  |
| Total                   | Total                          | 372   | 100,00 / 100,00 |       |
| Eleitorado/Participação | Eleitorado/Participação        | 797   | 46,68 / 100,00  | 5,11  |

#### Coimbrão
| Partido                 | Partido                        | Votos | %               | +/-   |
| ----------------------- | ------------------------------ | ----- | --------------- | ----- |
|                         | Partido Social Democrata       | 205   | 33,33 / 100,00  | -     |
|                         | Partido Socialista             | 147   | 23,90 / 100,00  | 19,94 |
|                         | Bloco de Esquerda              | 60    | 9,76 / 100,00   | 8,18  |
|                         | Partido Popular                | 51    | 8,29 / 100,00   | -     |
|                         | Coligação Democrática Unitária | 28    | 4,55 / 100,00   | 2,97  |
|                         | Movimento Esperança Portugal   | 13    | 2,11 / 100,00   | Novo  |
|                         | PCTP/MRPP                      | 7     | 1,14 / 100,00   | 0,62  |
|                         | Partido da Terra               | 7     | 1,14 / 100,00   | 0,96  |
|                         | Outros                         | 12    | 1,96 / 100,00   |       |
| Votos Inválidos         | Votos Inválidos                | 85    | 13,82 / 100,00  | 7,13  |
| Total                   | Total                          | 615   | 100,00 / 100,00 |       |
| Eleitorado/Participação | Eleitorado/Participação        | 1 883 | 32,66 / 100,00  | 3,43  |

#### Colmeias
| Partido                 | Partido                        | Votos | %               | +/-  |
| ----------------------- | ------------------------------ | ----- | --------------- | ---- |
|                         | Partido Social Democrata       | 587   | 51,31 / 100,00  | -    |
|                         | Partido Popular                | 173   | 15,12 / 100,00  | -    |
|                         | Partido Socialista             | 149   | 13,02 / 100,00  | 9,85 |
|                         | Bloco de Esquerda              | 73    | 6,38 / 100,00   | 4,32 |
|                         | Coligação Democrática Unitária | 27    | 2,36 / 100,00   | 1,14 |
|                         | Movimento Esperança Portugal   | 17    | 1,49 / 100,00   | Novo |
|                         | Outros                         | 25    | 2,18 / 100,00   |      |
| Votos Inválidos         | Votos Inválidos                | 93    | 8,13 / 100,00   | 1,29 |
| Total                   | Total                          | 1 144 | 100,00 / 100,00 |      |
| Eleitorado/Participação | Eleitorado/Participação        | 3 801 | 30,10 / 100,00  | 2,55 |

#### Cortes
| Partido                 | Partido                        | Votos | %               | +/-   |
| ----------------------- | ------------------------------ | ----- | --------------- | ----- |
|                         | Partido Social Democrata       | 350   | 30,89 / 100,00  | -     |
|                         | Partido Socialista             | 303   | 26,74 / 100,00  | 13,46 |
|                         | Partido Popular                | 127   | 11,21 / 100,00  | -     |
|                         | Bloco de Esquerda              | 120   | 10,59 / 100,00  | 6,38  |
|                         | Movimento Esperança Portugal   | 36    | 3,18 / 100,00   | Novo  |
|                         | Coligação Democrática Unitária | 34    | 3,00 / 100,00   | 0,71  |
|                         | Movimento Mérito e Sociedade   | 12    | 1,06 / 100,00   | Novo  |
|                         | Outros                         | 28    | 2,47 / 100,00   |       |
| Votos Inválidos         | Votos Inválidos                | 123   | 10,86 / 100,00  | 1,52  |
| Total                   | Total                          | 1 133 | 100,00 / 100,00 |       |
| Eleitorado/Participação | Eleitorado/Participação        | 2 926 | 38,72 / 100,00  | 2,93  |

#### Leiria
| Partido                 | Partido                        | Votos  | %               | +/-   |
| ----------------------- | ------------------------------ | ------ | --------------- | ----- |
|                         | Partido Social Democrata       | 1 894  | 34,86 / 100,00  | -     |
|                         | Partido Socialista             | 1 075  | 19,79 / 100,00  | 17,36 |
|                         | Bloco de Esquerda              | 832    | 15,31 / 100,00  | 6,17  |
|                         | Partido Popular                | 572    | 10,53 / 100,00  | -     |
|                         | Coligação Democrática Unitária | 275    | 5,06 / 100,00   | 0,81  |
|                         | Movimento Esperança Portugal   | 171    | 3,15 / 100,00   | Novo  |
|                         | Outros                         | 159    | 2,09 / 100,00   |       |
| Votos Inválidos         | Votos Inválidos                | 455    | 8,38 / 100,00   | 3,92  |
| Total                   | Total                          | 5 433  | 100,00 / 100,00 |       |
| Eleitorado/Participação | Eleitorado/Participação        | 12 893 | 42,14 / 100,00  | 0,60  |

#### Maceira
| Partido                 | Partido                        | Votos | %               | +/-   |
| ----------------------- | ------------------------------ | ----- | --------------- | ----- |
|                         | Partido Social Democrata       | 968   | 28,87 / 100,00  | -     |
|                         | Partido Socialista             | 820   | 24,46 / 100,00  | 16,65 |
|                         | Bloco de Esquerda              | 382   | 11,39 / 100,00  | 7,06  |
|                         | Partido Popular                | 356   | 10,62 / 100,00  | -     |
|                         | Coligação Democrática Unitária | 191   | 5,70 / 100,00   | 1,10  |
|                         | Movimento Esperança Portugal   | 74    | 2,21 / 100,00   | Novo  |
|                         | PCTP/MRPP                      | 45    | 1,34 / 100,00   | 0,53  |
|                         | Outros                         | 101   | 3,03 / 100,00   |       |
| Votos Inválidos         | Votos Inválidos                | 416   | 12,41 / 100,00  | 5,43  |
| Total                   | Total                          | 3 353 | 100,00 / 100,00 |       |
| Eleitorado/Participação | Eleitorado/Participação        | 9 086 | 36,90 / 100,00  | 2,02  |

#### Marrazes
| Partido                 | Partido                        | Votos  | %               | +/-   |
| ----------------------- | ------------------------------ | ------ | --------------- | ----- |
|                         | Partido Social Democrata       | 1 781  | 30,43 / 100,00  | -     |
|                         | Partido Socialista             | 1 288  | 22,01 / 100,00  | 19,39 |
|                         | Bloco de Esquerda              | 891    | 15,22 / 100,00  | 8,30  |
|                         | Partido Popular                | 548    | 9,36 / 100,00   | -     |
|                         | Coligação Democrática Unitária | 362    | 6,18 / 100,00   | 1,26  |
|                         | Movimento Esperança Portugal   | 148    | 2,53 / 100,00   | Novo  |
|                         | Outros                         | 209    | 3,56 / 100,00   |       |
| Votos Inválidos         | Votos Inválidos                | 626    | 10,70 / 100,00  | 4,36  |
| Total                   | Total                          | 5 853  | 100,00 / 100,00 |       |
| Eleitorado/Participação | Eleitorado/Participação        | 16 715 | 35,02 / 100,00  | 0,36  |

#### Memória
| Partido                 | Partido                        | Votos | %               | +/-  |
| ----------------------- | ------------------------------ | ----- | --------------- | ---- |
|                         | Partido Social Democrata       | 199   | 56,21 / 100,00  | -    |
|                         | Partido Socialista             | 48    | 13,56 / 100,00  | 2,73 |
|                         | Partido Popular                | 38    | 10,73 / 100,00  | -    |
|                         | Bloco de Esquerda              | 20    | 5,65 / 100,00   | 3,76 |
|                         | Coligação Democrática Unitária | 9     | 2,54 / 100,00   | 2,54 |
|                         | Partido Popular Monárquico     | 5     | 1,41 / 100,00   | 0,11 |
|                         | Movimento Esperança Portugal   | 4     | 1,13 / 100,00   | Novo |
|                         | Outros                         | 5     | 1,41 / 100,00   |      |
| Votos Inválidos         | Votos Inválidos                | 26    | 7,34 / 100,00   | 4,31 |
| Total                   | Total                          | 354   | 100,00 / 100,00 |      |
| Eleitorado/Participação | Eleitorado/Participação        | 1 116 | 31,72 / 100,00  | 0,67 |

#### Milagres
| Partido                 | Partido                        | Votos | %               | +/-   |
| ----------------------- | ------------------------------ | ----- | --------------- | ----- |
|                         | Partido Social Democrata       | 362   | 42,64 / 100,00  | -     |
|                         | Partido Socialista             | 131   | 15,43 / 100,00  | 13,46 |
|                         | Partido Popular                | 101   | 11,90 / 100,00  | -     |
|                         | Bloco de Esquerda              | 66    | 7,77 / 100,00   | 4,10  |
|                         | Coligação Democrática Unitária | 29    | 3,42 / 100,00   | 2,25  |
|                         | Movimento Esperança Portugal   | 13    | 1,53 / 100,00   | Novo  |
|                         | Outros                         | 32    | 3,76 / 100,00   |       |
| Votos Inválidos         | Votos Inválidos                | 115   | 13,55 / 100,00  | 5,49  |
| Total                   | Total                          | 849   | 100,00 / 100,00 |       |
| Eleitorado/Participação | Eleitorado/Participação        | 3 043 | 27,90 / 100,00  | 1,56  |

#### Monte Real
| Partido                 | Partido                        | Votos | %               | +/-   |
| ----------------------- | ------------------------------ | ----- | --------------- | ----- |
|                         | Partido Social Democrata       | 298   | 30,60 / 100,00  | -     |
|                         | Partido Socialista             | 213   | 21,87 / 100,00  | 16,50 |
|                         | Bloco de Esquerda              | 133   | 13,66 / 100,00  | 7,02  |
|                         | Partido Popular                | 96    | 9,86 / 100,00   | -     |
|                         | Coligação Democrática Unitária | 46    | 4,72 / 100,00   | 0,40  |
|                         | Movimento Esperança Portugal   | 24    | 2,46 / 100,00   | Novo  |
|                         | PCTP/MRPP                      | 11    | 1,13 / 100,00   | 0,62  |
|                         | Outros                         | 33    | 3,38 / 100,00   |       |
| Votos Inválidos         | Votos Inválidos                | 120   | 12,32 / 100,00  | 5,97  |
| Total                   | Total                          | 974   | 100,00 / 100,00 |       |
| Eleitorado/Participação | Eleitorado/Participação        | 2 510 | 38,80 / 100,00  | 1,62  |

#### Monte Redondo
| Partido                 | Partido                        | Votos | %               | +/-   |
| ----------------------- | ------------------------------ | ----- | --------------- | ----- |
|                         | Partido Social Democrata       | 638   | 39,75 / 100,00  | -     |
|                         | Partido Popular                | 268   | 16,70 / 100,00  | -     |
|                         | Partido Socialista             | 227   | 14,14 / 100,00  | 12,51 |
|                         | Bloco de Esquerda              | 107   | 6,67 / 100,00   | 4,57  |
|                         | Coligação Democrática Unitária | 64    | 3,99 / 100,00   | 1,06  |
|                         | Movimento Esperança Portugal   | 26    | 1,62 / 100,00   | Novo  |
|                         | Outros                         | 68    | 4,23 / 100,00   |       |
| Votos Inválidos         | Votos Inválidos                | 207   | 12,89 / 100,00  | 6,51  |
| Total                   | Total                          | 1 605 | 100,00 / 100,00 |       |
| Eleitorado/Participação | Eleitorado/Participação        | 4 188 | 38,32 / 100,00  | 0,97  |

#### Ortigosa
| Partido                 | Partido                        | Votos | %               | +/-   |
| ----------------------- | ------------------------------ | ----- | --------------- | ----- |
|                         | Partido Social Democrata       | 271   | 39,97 / 100,00  | -     |
|                         | Partido Popular                | 126   | 18,58 / 100,00  | -     |
|                         | Partido Socialista             | 84    | 12,39 / 100,00  | 14,35 |
|                         | Bloco de Esquerda              | 46    | 6,78 / 100,00   | 5,18  |
|                         | Coligação Democrática Unitária | 14    | 2,06 / 100,00   | 1,35  |
|                         | Partido da Terra               | 9     | 1,33 / 100,00   | 1,33  |
|                         | Movimento Esperança Portugal   | 8     | 1,18 / 100,00   | Novo  |
|                         | Outros                         | 17    | 2,50 / 100,00   |       |
| Votos Inválidos         | Votos Inválidos                | 103   | 15,19 / 100,00  | 7,52  |
| Total                   | Total                          | 678   | 100,00 / 100,00 |       |
| Eleitorado/Participação | Eleitorado/Participação        | 1 689 | 40,14 / 100,00  | 2,16  |

#### Parceiros
| Partido                 | Partido                        | Votos | %               | +/-   |
| ----------------------- | ------------------------------ | ----- | --------------- | ----- |
|                         | Partido Social Democrata       | 482   | 31,44 / 100,00  | -     |
|                         | Partido Socialista             | 378   | 24,66 / 100,00  | 12,53 |
|                         | Bloco de Esquerda              | 225   | 14,68 / 100,00  | 8,47  |
|                         | Partido Popular                | 147   | 9,59 / 100,00   | -     |
|                         | Coligação Democrática Unitária | 62    | 4,04 / 100,00   | 2,23  |
|                         | Movimento Esperança Portugal   | 27    | 1,76 / 100,00   | Novo  |
|                         | PCTP/MRPP                      | 17    | 1,11 / 100,00   | 0,70  |
|                         | Outros                         | 38    | 2,48 / 100,00   |       |
| Votos Inválidos         | Votos Inválidos                | 157   | 10,24 / 100,00  | 2,30  |
| Total                   | Total                          | 1 533 | 100,00 / 100,00 |       |
| Eleitorado/Participação | Eleitorado/Participação        | 3 186 | 48,12 / 100,00  | 3,46  |

#### Pousos
| Partido                 | Partido                        | Votos | %               | +/-   |
| ----------------------- | ------------------------------ | ----- | --------------- | ----- |
|                         | Partido Social Democrata       | 894   | 32,46 / 100,00  | -     |
|                         | Partido Socialista             | 571   | 20,73 / 100,00  | 18,90 |
|                         | Bloco de Esquerda              | 443   | 16,09 / 100,00  | 9,31  |
|                         | Partido Popular                | 270   | 9,80 / 100,00   | -     |
|                         | Coligação Democrática Unitária | 114   | 4,14 / 100,00   | 1,57  |
|                         | Movimento Esperança Portugal   | 72    | 2,61 / 100,00   | Novo  |
|                         | Outros                         | 99    | 3,60 / 100,00   |       |
| Votos Inválidos         | Votos Inválidos                | 291   | 10,57 / 100,00  | 4,91  |
| Total                   | Total                          | 2 754 | 100,00 / 100,00 |       |
| Eleitorado/Participação | Eleitorado/Participação        | 7 023 | 39,21 / 100,00  | 3,42  |

#### Regueira de Pontes
| Partido                 | Partido                        | Votos | %               | +/-   |
| ----------------------- | ------------------------------ | ----- | --------------- | ----- |
|                         | Partido Social Democrata       | 239   | 31,78 / 100,00  | -     |
|                         | Partido Socialista             | 162   | 21,54 / 100,00  | 10,76 |
|                         | Partido Popular                | 118   | 15,69 / 100,00  | -     |
|                         | Bloco de Esquerda              | 62    | 8,24 / 100,00   | 5,00  |
|                         | Coligação Democrática Unitária | 29    | 3,86 / 100,00   | 0,17  |
|                         | Movimento Esperança Portugal   | 14    | 1,86 / 100,00   | Novo  |
|                         | Partido Nacional Renovador     | 8     | 1,06 / 100,00   | 0,91  |
|                         | Outros                         | 22    | 2,92 / 100,00   |       |
| Votos Inválidos         | Votos Inválidos                | 98    | 13,03 / 100,00  | 5,37  |
| Total                   | Total                          | 752   | 100,00 / 100,00 |       |
| Eleitorado/Participação | Eleitorado/Participação        | 2 033 | 36,99 / 100,00  | 0,77  |

#### Santa Catarina da Serra
| Partido                 | Partido                        | Votos | %               | +/-  |
| ----------------------- | ------------------------------ | ----- | --------------- | ---- |
|                         | Partido Social Democrata       | 1 139 | 59,08 / 100,00  | -    |
|                         | Partido Popular                | 250   | 12,97 / 100,00  | -    |
|                         | Partido Socialista             | 136   | 7,05 / 100,00   | 4,52 |
|                         | Bloco de Esquerda              | 68    | 3,53 / 100,00   | 2,47 |
|                         | Movimento Esperança Portugal   | 29    | 1,50 / 100,00   | Novo |
|                         | Coligação Democrática Unitária | 27    | 1,40 / 100,00   | 0,81 |
|                         | Outros                         | 54    | 2,79 / 100,00   |      |
| Votos Inválidos         | Votos Inválidos                | 225   | 11,67 / 100,00  | 6,58 |
| Total                   | Total                          | 1 928 | 100,00 / 100,00 |      |
| Eleitorado/Participação | Eleitorado/Participação        | 3 740 | 51,55 / 100,00  | 4,97 |

#### Santa Eufémia
| Partido                 | Partido                        | Votos | %               | +/-  |
| ----------------------- | ------------------------------ | ----- | --------------- | ---- |
|                         | Partido Social Democrata       | 538   | 53,85 / 100,00  | -    |
|                         | Partido Popular                | 155   | 15,52 / 100,00  | -    |
|                         | Partido Socialista             | 92    | 9,21 / 100,00   | 5,73 |
|                         | Bloco de Esquerda              | 50    | 5,01 / 100,00   | 3,06 |
|                         | Movimento Esperança Portugal   | 22    | 2,20 / 100,00   | Novo |
|                         | Coligação Democrática Unitária | 15    | 1,50 / 100,00   | 0,58 |
|                         | Outros                         | 24    | 2,40 / 100,00   |      |
| Votos Inválidos         | Votos Inválidos                | 103   | 10,31 / 100,00  | 3,41 |
| Total                   | Total                          | 999   | 100,00 / 100,00 |      |
| Eleitorado/Participação | Eleitorado/Participação        | 2 437 | 40,99 / 100,00  | 1,89 |

#### Souto da Carpalhosa
| Partido                 | Partido                        | Votos | %               | +/-  |
| ----------------------- | ------------------------------ | ----- | --------------- | ---- |
|                         | Partido Social Democrata       | 729   | 47,62 / 100,00  | -    |
|                         | Partido Popular                | 224   | 14,63 / 100,00  | -    |
|                         | Partido Socialista             | 199   | 13,00 / 100,00  | 7,70 |
|                         | Bloco de Esquerda              | 85    | 5,55 / 100,00   | 3,47 |
|                         | Coligação Democrática Unitária | 29    | 1,89 / 100,00   | 1,22 |
|                         | Movimento Esperança Portugal   | 26    | 1,70 / 100,00   | Novo |
|                         | Partido da Terra               | 16    | 1,05 / 100,00   | 0,63 |
|                         | Outros                         | 48    | 3,14 / 100,00   |      |
| Votos Inválidos         | Votos Inválidos                | 175   | 11,44 / 100,00  | 4,96 |
| Total                   | Total                          | 1 531 | 100,00 / 100,00 |      |
| Eleitorado/Participação | Eleitorado/Participação        | 3 901 | 39,25 / 100,00  | 3,38 |